# Cá bơn Đại Tây Dương
Cá bơn Đại Tây Dương (họ Scophthalmidae) là một nhóm gồm 9 loài cá sống ở các vùng biển hay nước lợ. Tên khoa học của nó xuất phát từ tiếng Hy Lạp, với skopein có nghĩa là "nhìn" và ophthalmos nghĩa là "mắt". Các loài này tìm thấy ở Đại Tây Dương, biển Baltic, Địa Trung Hải và biển Đen.